# Holmenkollen
Pour les articles homonymes, voir Holmenkollen (homonymie).

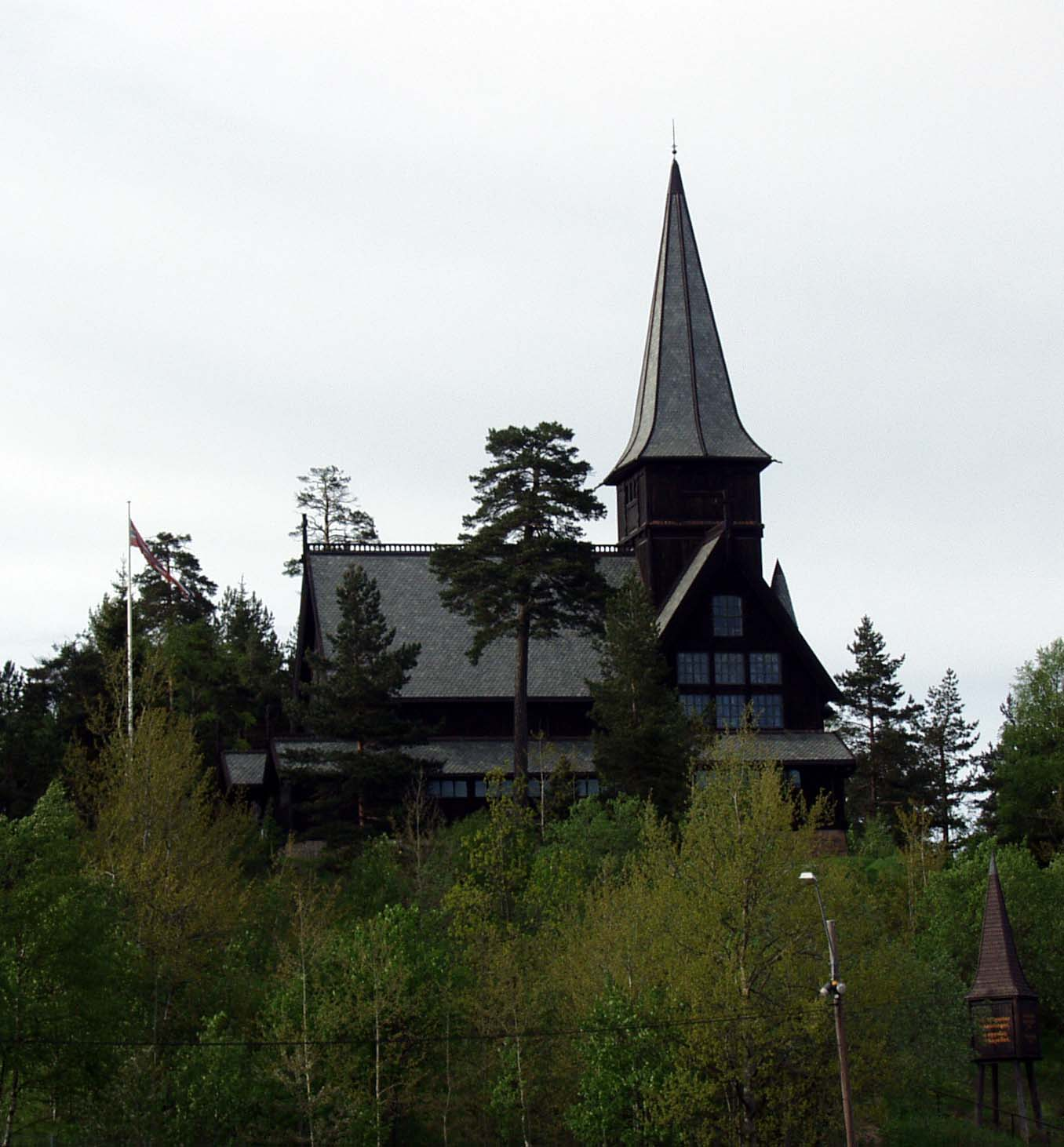
Chapelle d'Holmenkollen

Holmenkollen est un quartier résidentiel d'Oslo en Norvège.
Ce quartier bourgeois est le lieu choisi lors des Jeux olympiques d'hiver de 1952 pour accueillir de nombreuses compétitions telles que le saut à ski et le ski de fond. 
Sur la « colline » de Holmenkollen, se trouve la « Mecque du ski nordique » avec un complexe international comprenant un tremplin de saut à ski en service depuis 1892 et un stade de ski de fond et de biathlon, où de très nombreuses compétitions et championnats du monde sont organisés, tels les Championnats du monde de biathlon 2016. 